# Ledebouria pustulata
Ledebouria pustulata är en sparrisväxtart som beskrevs av Stephanus Venter. Ledebouria pustulata ingår i släktet Ledebouria och familjen sparrisväxter. Inga underarter finns listade i Catalogue of Life.